# Lifes Rich Pageant
Lifes Rich Pageant è il quarto album in studio del gruppo musicale R.E.M., pubblicato il 28 luglio 1986.

## Descrizione
Progettato come reazione ottimistica alle musiche del precedente Fables of the Reconstruction, gli R.E.M. scelgono il nuovo produttore Don Gehman al quale affidare le canzoni, il quale li porta negli studi di Belmont, nello stato dell'Indiana.

## Tracce
Musica e testi di Bill Berry, Peter Buck, Mike Mills e Michael Stipe.
1. Begin the Begin – 3:28
2. These Days – 3:24
3. Fall on Me – 2:50
4. Cuyahoga – 4:19
5. Hyena – 2:50
6. Underneath The Bunker – 1:25
7. The Flowers Of Guatemala – 3:55
8. I Believe – 3:49
9. What If We Give It Away? – 3:33
10. Just A Touch – 3:00
11. Swan Swan H. – 2:42
12. Superman – 2:52

Bonus tracks dell'edizione Inglese, pubblicata nel 1993
1. Tired of Singing Trouble – 0:59
2. Rotary Ten – 1:58
3. Toys In The Attic (Cover degli Aerosmith) – 2:26
4. Just A Touch (Live in studio) – 2:38
5. Dream (All I Have to Do) (Boudleaux Bryant) – 2:38
6. Swan Swan H (Acoustic version) – 2:41

### Edizione 25º anniversario
Disco 1
Il primo disco è l'album originale rimasterizzato
Disco 2 (Athens demo)
1. Fall on Me
2. Hyena
3. March Song (King of Birds)
4. These Days
5. Bad Day
6. Salsa (Underneath the Bunker)
7. Swan Swan H
8. Flowers of Guatemala
9. Begin the Begin
10. Cuyahoga
11. I Believe
12. Out of Tune
13. Rotary Ten
14. Two Steps Onward
15. Just a Touch
16. Mystery to Me
17. Wait
18. All the Right Friends
19. Get On Their Way (What If We Give It Away?)

## Formazione
- Michael Stipe – voce, cori (traccia 12)
- Peter Buck – chitarra, banjo (traccia 8)
- Mike Mills – basso, cori, pianoforte, harmonium, voce principale (traccia 12)
- Bill Berry – batteria, cori